# Európai Egyetemi Filmdíj
Az Európai Egyetemi Filmdíj (angolul: European University Film Award – EUFA) egy filmes elismerés, melyet európai egyetemisták szavazatai alapján osztanak ki 2016 óta az év európai filmterméséből legjobbnak talált játék- vagy dokumentumfilmnek. Az Európai Filmakadémia (EFA) és a Hamburgi Filmfesztivál (Filmfest Hamburg) által közösen alapított díjat – bár nem tartozik az európai filmdíjak sorába – az Európai Filmdíj decemberi gálaünnepségén adják át évente a film rendezőjének.
A kezdeményezés célja egy fiatalabb közönség bevonása az „európaiság” gondolatának terjesztésébe, az európai filmművészet szellemiségének eljuttatása az egyetemi diáksághoz, valamint a filmek, a filmes oktatás és a vitázás kultúrájának minél szélesebb körű terjesztése.
A québeci egyetemisták és főiskolások filmdíja adta az ötletet a hamburgi filmfesztivál szervezőinek, hogy hasonló rendezvényt szervezzenek európai szinten. Az ötlethez megnyerték az Európai Filmakadémiát, amely közreműködik a szervezés, a válogatás és a díjátadás lebonyolításában.

## A kiválasztás menete
A díjra jelölt öt alkotást az Európai Filmakadémia tagjaiból összeállított négy-ötfős bizottság választja ki az adott év Európai Filmdíj válogatásának mintegy ötven nagyjátékfilmje és tizenöt dokumentumfilmje közül. A jelöléseket október elején, a Hamburgi Filmfesztiválon jelentik be.
A jelölést kapott filmeket megtekintik és megtárgyalják a kijelölt egyetemi csoportokban, majd valamennyi intézet kiválasztja a kedvencét. A filmeket az egyetemeken kizárólag a részt vevő 10-15 fős csoportok tekinthetik meg október és november folyamán.
December elején valamennyi egyetem egy-egy főt delegál a Hamburgban tartott háromnapos konferenciára, ahol vezetett viták keretében értékelik a filmeket, s amelynek végén szavazással döntenek a győztes alkotásról.

## Részt vevő egyetemek
A 2016. évi első alkalommal tizenhárom európai ország egy-egy egyeteme vett rész a szavazáson; számuk a következő években módosult, mivel egyes egyetemek kiváltak, mások csatlakoztak. 2024-ben 23 egyetem hallgatói választhatták ki a nyertes alkotást (zárójelben a csatlakozás évszáma):
1. Belgium – Antwerpeni Egyetem (2017–)
2. Csehország – Károly Egyetem, Prága (2016–)
3. Dánia – Aarhusi Egyetem (2017–)
4. Egyesült Királyság – John Moores Egyetem, Liverpool (2016–)
5. Finnország – Turkui Egyetem (2024–)
6. Franciaország– Sorbonne, Párizs (2016–)
7. Görögország – Athéni Nemzeti és Kapodisztriai Egyetem (2020–)
8. Hollandia– Utrechti Egyetem (2016–)
9. Írország – Corki Egyetem (2016–)
10. Izland – Izlandi Egyetem, Reykjavík (2018–)
11. Lengyelország – Łódźi Egyetem (2016–)
12. Lettország – Lett Kultúakadémia, Riga (2018-)
13. Litvánia – Vilniusi Egyetem (2018-)
14. Magyarország – Budapesti Metropolitan Egyetem (2022–)
15. Németország – Konrad Wolf Filmegyetem, Potsdam-Babelsberg (2018–)
16. Olaszország– Udinei Egyetem (2016–)
17. Portugália – Beira Interior Egyetem, Covilhã (2020-)
18. Románia – Sapientia Erdélyi Magyar Tudományegyetem, Kolozsvár (2017–)
19. Spanyolország – Baszkföldi Egyetem, Bilbao (2017–)ö
20. Svájc – Lausanne-i Egyetem (2017–)
21. Svédország – Linnaeus Egyetem, Växjö (2016–)
22. Szerbia – Belgrádi Művészeti Egyetem (2024–)
23. Törökország – Kadir Has Egyetem, Isztambul (2016–)

Régebbi tagok
- Finnország – Oului Egyetem (2017–2023)
- Görögország – Égei Egyetem, Mitilíni (Leszbosz) (2016–2019)
- Izrael – Sapir Academic College, Scha'ar HaNegev (2017–2018)
- Izrael – Tel-Avivi Egyetem (2019–2022)
- Koszovó – AAB Egyetem, Pristina (2019–2022)
- Szerbia – Singidunum Egyetem, Belgrád (2017–2023)

- Magyarország – Pázmány Péter Katolikus Egyetem, Budapest (2016–2021)
- Németország – Rostocki Egyetem (2016–2017)
- Portugália – Lisszaboni Egyetem (2016-2019)

## Díjazottak és jelöltek
| „Díjazott” – szürkéskék háttérrel   |
| „Jelölt” – világos szürke háttérrel |

### 2010-es évek
| Év                                    | Magyar címe                             | Eredeti címe                      | Rendező                                                              | Ország | Megj. |
| ------------------------------------- | --------------------------------------- | --------------------------------- | -------------------------------------------------------------------- | ------ | ----- |
| 2016                                  |                                         |                                   |                                                                      |        |       |
| Én, Daniel Blake                      | I, Daniel Blake                         | Ken Loach                         | Egyesült Királyság · Franciaország · Belgium                         |        |       |
| Érettségi                             | Bacalaureat                             | Cristian Mungiu                   | Románia · Franciaország · Belgium                                    |        |       |
| Olli Mäki legboldogabb napja          | Hymyilevä mies                          | Juho Kuosmanen                    | Finnország · Németország · Svájc                                     |        |       |
| Toni Erdmann                          | Toni Erdmann                            | Maren Ade                         | Németország · Ausztria                                               |        |       |
| Tűz a tengeren                        | Fuocoammare                             | Gianfranco Rosi                   | Olaszország · Franciaország                                          |        |       |
| 2017                                  |                                         |                                   |                                                                      |        |       |
| Nehéz szívvel                         | Hjartasteinn                            | Guðmundur Arnar Guðmundsson       | Izland · Dánia                                                       |        |       |
| A remény másik oldala                 | Toivon tuolla puolen                    | Aki Kaurismäki                    | Finnország · Németország                                             |        |       |
| Háborús műsor                         | The War Show                            | Andreas Dalsgaard, Obaidah Zytoon | Dánia · Szíria · Finnország                                          |        |       |
| –––                                   | Home                                    | Fien Troch                        | Belgium                                                              |        |       |
| Szeretet nélkül                       | Nyeljubov (Нелюбовь)                    | Andrej Petrovics Zvjagincev       | Oroszország · Belgium · Németország · Franciaország                  |        |       |
| 2018                                  |                                         |                                   |                                                                      |        |       |
| A szent és a farkas                   | Lazzaro felice                          | Alice Rohrwacher                  | Olaszország · Franciaország · Németország · Svájc                    |        |       |
| Foxtrott                              | Foxtrot                                 | Samuel Maoz                       | Izrael · Németország · Franciaország · Svájc                         |        |       |
| Styx – Hamis szelek                   | Styx                                    | Wolfgang Fischer                  | Németország · Ausztrália                                             |        |       |
| Tarzan golyói                         | Ouale lui Tarzan                        | Alexandru Solomon                 | Románia · Franciaország                                              |        |       |
| Utoya, július 22.                     | Utøya 22. juli                          | Erik Poppe                        | Norvégia                                                             |        |       |
| 2019                                  |                                         |                                   |                                                                      |        |       |
| Portré a lángoló fiatal lányról       | Portrait de la jeune fille en feu       | Céline Sciamma                    | Franciaország                                                        |        |       |
| És aztán táncoltunk                   | And Then We Danced (Da chven vitsekvet) | Levan Akin                        | Svédország · Grúzia · Franciaország                                  |        |       |
| Isten létezik, és Petrunijának hívják | Gospod postoi, imeto i' e Petrunija     | Teona Strugar Mitevska            | Észak-Macedónia · Belgium · Szlovénia · Franciaország · Horvátország |        |       |
| Kontroll nélkül                       | Systemsprenger                          | Nora Fingscheidt                  | Németország                                                          |        |       |
| Ragadozók                             | La paranza dei bambini                  | Claudio Giovannesi                | Olaszország                                                          |        |       |

### 2020-as évek
| Év                             | Magyar címe                          | Eredeti címe           | Rendező | Ország | Megj. |
| ------------------------------ | ------------------------------------ | ---------------------- | --- | ------ | ----- |
| 2020                           |                                      |                        | |        |       |
| –––                            | Saudi Runaway                        | Susanne Regina Meures  | Svájc |        |       |
| Berlin Alexanderplatz          | Berlin Alexanderplatz                | Burhan Qurbani         | Németország · Hollandia |        |       |
| Corpus Christi                 | Boże Ciało                           | Jan Komasa             | Lengyelország · Franciaország                                                                                               |        |       |
| Még egy kört mindenkinek       | Drunk                                | Thomas Vinterberg      | Dánia · Hollandia · Svédország                                                                                              |        |       |
| Szlalom                        | Slalom                               | Charlène Favier        | Franciaország |        |       |
| 2021                           |                                      |                        | |        |       |
| Quo vadis, Aida?               | Quo vadis, Aida?                     | Jasmila Žbanić         | Bosznia-Hercegovina · Ausztria · Hollandia · Franciaország · Lengyelország · Norvégia · Németország · Románia · Törökország |        |       |
| Almák                          | Mila                                 | Christos Nikou         | Görögország · Lengyelország · Szlovénia                                                                                     |        |       |
| Esemény                        | L'événement                          | Sebastian Meise        | Franciaország |        |       |
| Menekülés                      | Flee                                 | Jonas Poher Rasmussen  | Dánia · Franciaország · Svédország · Norvégia                                                                               |        |       |
| Nagy szabadság                 | Grosse Freiheit                      | Sebastian Meise        | Ausztria · Németország |        |       |
| 2022                           |                                      |                        | |        |       |
| Iá                             | Eo                                   | Jerzy Skolimowski      | Lengyelország · Olaszország                                                                                                 |        |       |
| Alcarrás                       | Alcarràs                             | Carla Simón            | Spanyolország · Olaszország                                                                                                 |        |       |
| A szomorúság háromszöge        | Triangle of Sadness                  | Ruben Östlund          | Svédország · Németország · Franciaország · Egyesült Királyság                                                               |        |       |
| Közel                          | Close                                | Lukas Dhont            | Belgium · Franciaország · Csehország                                                                                        |        |       |
| –––                            | The Eclipse                          | Nataša Urban           | Norvégia |        |       |
| 2023                           |                                      |                        | |        |       |
| Egy zuhanás anatómiája         | Anatomie d'une chute                 | Justine Triet          | Franciaország | [ 6 ]  |       |
| A tanári szoba                 | Das Lehrerzimmer                     | Ilker Çatak            | Németország | [ 6 ]  |       |
| –––                            | Domakinstvo za pocetnici             | Goran Stolevski        | Észak-Macedónia · Horvátország · Szerbia · Lengyelország · Koszovó                                                          | [ 6 ]  |       |
| Hogyan szexeljünk              | How To Have Sex                      | Molly Manning Walker   | Egyesült Királyság · Görögország                                                                                            | [ 6 ]  |       |
| Zöldhatár                      | Zielona granica                      | Agnieszka Holland      | Lengyelország · Franciaország · Csehország · Belgium                                                                        | [ 6 ]  |       |
| 2024                           |                                      |                        | |        |       |
| Három kilométer a világ végéig | Trei kilometri până la capătul lumii | Emanuel Pârvu          | Románia | [ 7 ]  |       |
| –––                            | April                                | Dea Kulumbegashvili    | Grúzia · Franciaország · Olaszország                                                                                        | [ 7 ]  |       |
| Armand                         | Armand                               | Halfdan Ullmann Tøndel | Norvégia · Hollandia · Németország · Svédország                                                                             | [ 7 ]  |       |
| Kneecap                        | Kneecap                              | Rich Peppiatt          | Írország · Egyesült Királyság                                                                                               | [ 7 ]  |       |
| –––                            | Mond                                 | Kurdwin Ayub           | Ausztria | [ 7 ]  |       |